# フィリップ・ウォートン (初代ウォートン公爵)
初代ウォートン公爵フィリップ・ウォートン（英: Philip Wharton, 1st Duke of Wharton、1698年12月21日 - 1731年5月31日）は、イギリスの貴族。

## 経歴
1698年12月21日に初代ウォートン侯爵トマス・ウォートンとその妻ルーシー(初代リスバーン子爵アダム・ロフタスの娘)の唯一の男子としてオックスフォードシャーに生まれた。父トマスは名誉革命期からジョージ1世治世の頃までホイッグ党の幹部「ジャントー」の一人だった人物である。
ウォートン家はバッキンガムシャーやウェストモーランドに広大な所有地を持つ裕福な家で、フィリップもホラティウスやウェルギリウスなどの古典を暗唱させられるほどの徹底した貴族教育を受ける。
1714年3月に陸軍軍人の娘マーサ・ホームズと結婚したが、彼女の家には財産がなく、父から猛反対を受けた。父の反対を押し切って結婚したものの、すぐに離婚した。その直後の1715年4月に父が死去し、第2代ウォートン侯爵位を継承した。また莫大な土地と財産も継承した。
相続後、後見人たちの勧めで父親が設定していた厳格なプロテスタント教育を行うためのグランド・ツアーに出たが、カトリックやジャコバイトに関心を持ち、ジュネーヴでの厳格なカルヴァン主義教育から逃げ出してフランスへ向かい、名誉革命以来亡命していたステュアート朝の王宮に接近を図った。1716年には大僭称者ジェームズ・フランシス・エドワード・ステュアートとアビニョンで会見し、彼からジャコバイト貴族（英語: Jacobite Peerage）の爵位として「ノーサンバーランド公爵」、「ウーバン侯爵(Marquess of Woburn)」、「マームズベリー伯爵」、「ウィンチェンドン子爵」に叙せられた。
帰国後、1717年からアイルランド議会の貴族院議員に列し、1717年から1726年にかけてはアイルランド枢密顧問官を務めた。1719年からグレートブリテン議会の貴族院議員に列した。
ホイッグ党の議員だったが、彼はホイッグ党をうまく欺いたので、ホイッグ党はアイルランド貴族院の委員会における彼の功績から公爵位を与えることを推薦し、1718年1月28日にはグレートブリテン貴族ウォートン公爵(Duke of Wharton)に叙せられた。
理神論者が多く集まる悪魔主義のクラブ「地獄の火クラブ」の結成に携わった。このクラブはいろいろと推測されているが、おそらく悪魔への乾杯など涜神的行為をすることで既存社会を馬鹿にして楽しむ青年紳士のクラブだった。しかしやがて同クラブから離れ、フリーメイソンに関心を持つようになった。1722年にはフリーメイソン・イングランド首位グランドロッジのグランドマスターである第2代モンタギュー公爵ジョン・モンタギューの不在を利用して、代わってグランドマスターに就任した。モンタギュー公はジョン・デサグリエを副グランドマスターとすることを条件にグランドマスター位を彼に譲ることを承諾した。
1723年にフランシス・アタベリー主教が反逆罪で裁判にかけられた際にはアタベリーを支持し、1723年6月から1724年2月にかけて野党系の隔週雑誌『真の英国人(The True Briton)』を出版し、ジャコバイト・トーリーの考え方を広めようとした。しかしこの雑誌はウォルポール政権から危険視されて文書誹謗罪に問われて弾圧された。
1724年にはフリーメイソンから脱退し、フリート・ストリートに「ゴーモゴンズ」というフリーメイソンを揶揄する新クラブを結成。
その後、外交任務を帯びてウィーンに派遣されたが、7万ポンドの借金があったため、借金取りから逃げるためにイングランドに帰国せず、スペイン・マドリードへ行き、スペイン王妃のメイドであるマリア・テレジア・オニール・オブライエン(アイルランド軍人ヘンリー・オブライエンの娘)と再婚し、カトリックに改宗した。さらにスペイン王フェリペ5世の要請で1727年のジブラルタル包囲戦に参加した。この件は本国で問題視され、1729年4月3日の貴族院決議により大逆罪で有罪となった。これによりイングランド内のすべての称号と所領を剥奪された。
戦闘中に病に倒れ、1731年5月31日にスペインのポブレー修道院で死去した。同修道院に葬られた。
1世紀後の1845年5月3日に女王座部裁判所の判決により彼の爵位剥奪は取り消された。これにより貴族院によって次のことが確認された。議会招集令状による爵位であるウォートン男爵は、彼の死後、彼の妹二人の間で保持者不在(abeyance)になっており、1738年に妹のうち一人が子供なく死去したのでその時点でもう一人の妹ジェーンが7代ウォートン女男爵位を継承していること、そして彼女が子供なく死去した時点で4代男爵の3人の娘の家系の間で保持者不在(abeyance)になっていることである。さらに時代が下って1916年2月15日には他の家系に断絶により保持者不在が解除され、4代男爵の娘メアリーの子孫であるチャールズ・ケメイーズ＝タイントが第8代ウォートン男爵位を継承している。以降彼の子孫によってウォートン男爵位は現在まで継承されている。

## 栄典

### 爵位
1715年4月12日に父トマス・ウォートンの死により以下の爵位を継承した。
- ウェストモーランド州におけるウォートンの第2代ウォートン侯爵 (2nd Marquess of Wharton, in the County of Westmorland) - (1715年2月15日の勅許状によるグレートブリテン貴族爵位)
- ウィルトシャー州における第2代マームズベリー侯爵 (2nd Marquess of Malmesbury, in the County of Wiltshire) - (1715年2月15日の勅許状によるグレートブリテン貴族爵位)
- 第2代キャザーロー侯爵 (2nd Marquess of Catherlough) - (1715年4月12日の勅許状によるアイルランド貴族爵位)
- ウェストモーランド州におけるウォートンの第2代ウォートン伯爵 (2nd Earl of Wharton, of Wharton in the County of Westmorland) - (1706年12月23日の勅許状によるイングランド貴族爵位)
- ダブリン県における第2代ラスファーナム伯爵 (2nd Earl of Rathfarnham, in the County of Dublin) - (1715年4月12日の勅許状によるアイルランド貴族爵位)
- バッキンガム州におけるウィンチェンドンの第2代ウィンチェンドン子爵 (2nd Viscount Winchendon, of Winchendon in the County of Buckingham) - (1706年12月23日の勅許状によるイングランド貴族爵位)
- 第6代ウォートン男爵 (6th Baron Wharton) - (1545年1月30日の議会招集令状（英語版）によるイングランド貴族爵位)
- ミース県における第2代トリム男爵 (2nd Baron of Trim, in the County of Meath) - (1715年4月12日の勅許状によるアイルランド貴族爵位)

1718年1月28日に以下の爵位を新規に叙された。
- 初代ウォートン公爵 (1st Duke of Wharton) - (勅許状によるグレートブリテン貴族爵位)

1729年4月3日の貴族院決議により大逆罪で有罪となり、全爵位剥奪。

## 家族
1715年3月2日に陸軍軍人リチャード・ホームズ少将の娘マーサ・ホームズ(-1726)と結婚。彼女との間に以下の一人息子を儲けた。
- 長男トマス・ウォートン (1719-1720) - 儀礼称号でマームズベリー侯爵。夭折。

スペイン亡命後の1726年7月22日にアイルランド軍人ヘンリー・オブライエンの娘でスペイン王妃のメイドであるマリア・テレジア・オニール・オブライエン(-1777)と再婚したが、彼女との間に子供はない。